# Asnières-en-Poitou
Asnières-en-Poitou ist eine französische Gemeinde mit 191 Einwohnern (Stand: 1. Januar 2022) im Département Deux-Sèvres in der Region Nouvelle-Aquitaine (vor 2016 Poitou-Charentes). Sie gehört zum Arrondissement Niort und zum Kanton Mignon-et-Boutonne.

## Geographie
Asnières-en-Poitou liegt etwa 30 Kilometer südsüdöstlich von Niort. Umgeben wird Asnières-en-Poitou von den Nachbargemeinden Juillé im Nordwesten und Norden, Brioux-sur-Boutonne im Norden, Chérigné im Nordosten, Paizay-le-Chapt im Osten und Südosten, Vinax im Süden, Saint-Mandé-sur-Brédoire im Südwesten sowie Ensigné im Südwesten und Westen.

## Bevölkerungsentwicklung
| Jahr                       | 1962 | 1968 | 1975 | 1982 | 1990 | 1999 | 2006 | 2019 |
| Einwohner                  | 364  | 305  | 269  | 268  | 199  | 187  | 203  | 196  |
| Quellen: Cassini und INSEE |      |      |      |      |      |      |      |      |

## Sehenswürdigkeiten

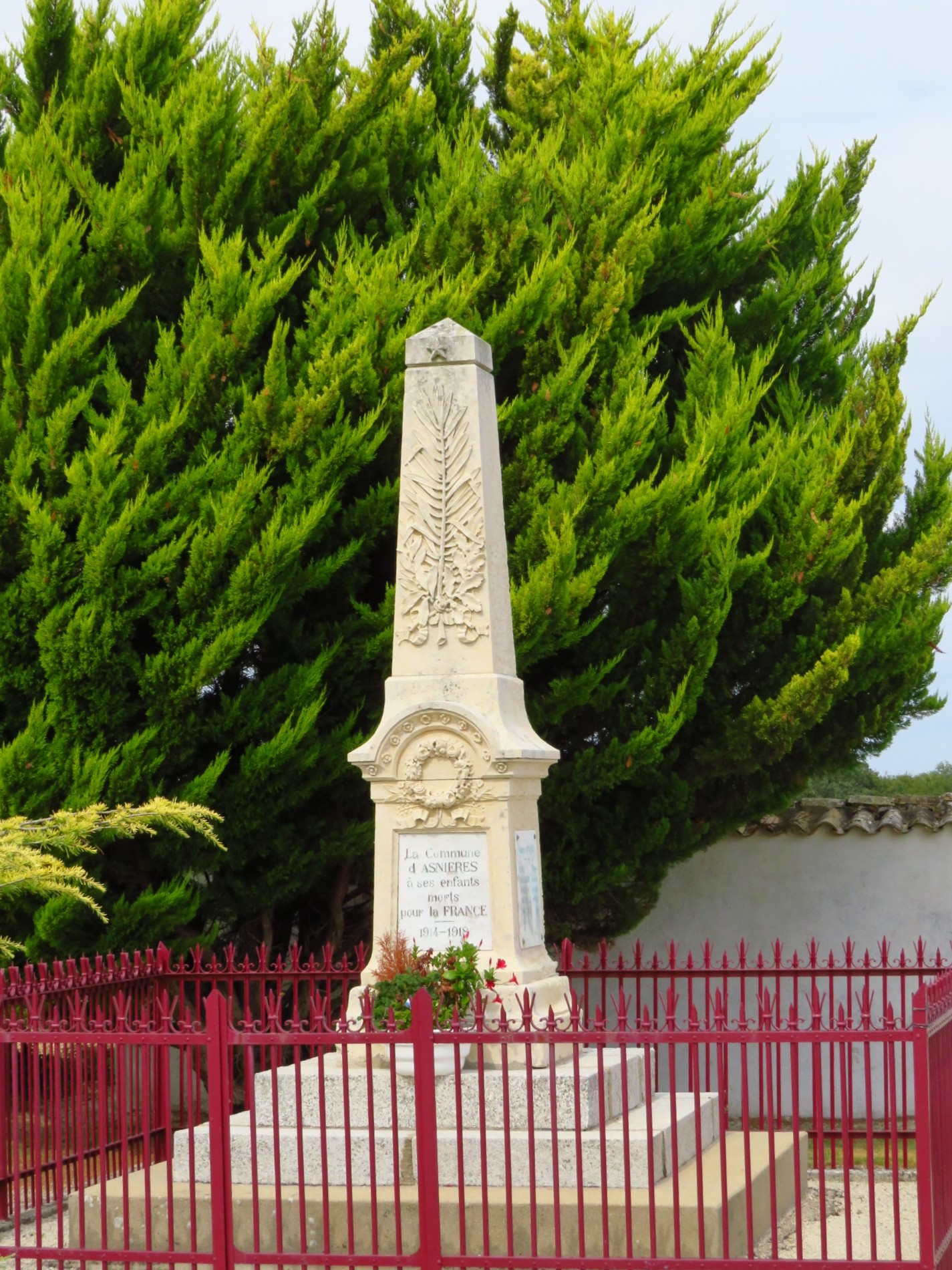
Gefallenendenkmal

- Schloss